# Kond
Kond fou un dels set caps tribals hongaresos que mobilitzaren el poble hongarès al segle x des d'Àsia fins a Europa.

## Biografia
Kond fou cap de la tribu hongaresa dels Jenő i un dels set líders tribals hongaresos, juntament amb Előd, Tas, Töhötöm, Ond, Huba i el príncep Álmos.
Segons la crònica medieval coneguda com la Gesta Hungarorum, a aquest cap se l'anomena Kend. Després de l'ocupació de la conca dels Carpats, el Gran Príncep Árpád atorgà diversos territoris als seus caps, i en particular a Kond, pare de Korcán, li donà els territoris des de l'antiga ciutat del rei Àtila fins als assentaments de Százhalom i Diód, i al seu fill la protecció de la gent d'una fortalesa. Més endavant, Korcán donà el seu nom a aquesta ciutat, que encara existeix en l'actualitat.
A l'obra medieval de Simon Kézai, el cap és nomenat Könd, essent el capità del cinquè exèrcit dels hongaresos. Va viure prop de Nyír, i els seus fills eren Kücsid i Kopján.